# David Neal
David Neal, född 13 februari 1932 i Kettering, Northamptonshire, död 27 juni 2000, var en engelsk skådespelare.

## Filmografi (urval)
- 1980 – Flash Gordon
- 1984 – Annika – en kärlekshistoria (TV-serie)
- 1995 – Julipassionen